# Балабін Віктор Володимирович
Ві́ктор Володи́мирович Балабін (нар. 26 грудня 1960, Перевальськ) — український військовик, генерал-майор, кандидат філологічних наук, професор, заслужений працівник освіти України, 16-й начальник Військового інституту (колишньої військової кафедри) Київського національного університету імені Тараса Шевченка.

## Біографія
Народився 26 грудня 1960 року у місті Перевальськ Луганської області. У 1968 році вступив до середньої школи № 18 смт. Селезнівка Перевальського району Луганської обл.
У травні 1979 року був призваний до лав Збройних Сил СРСР на строкову військову службу. Із травня по грудень 1979 року — курсант школи молодших авіаційних спеціалістів (в/ч 87358, м. Новоград-Волинський Житомирської обл., ПрикВО), а з грудня 1979 по серпень 1981 рр. — у 236 авіаційному полку винищувачів-бомбардувальників на посаді механіка групи авіаційного обладнання (в/ч 78607, м. Чортків Тернопільської обл., ПрикВО).
У серпні 1981 року вступив до Військового інституту Міністерства оборони СРСР (ВІМО). Після вивчення мови дарі на прискорених курсах підготовки військових перекладачів та присвоєння первинного офіцерського звання «молодший лейтенант» із серпня 1982 по серпень 1984 рр. проходив службу в Афганістані на посадах військового перекладача 55 гірсько-піхотного полку (с. Барікут, провінція Кунар), військового перекладача 9 піхотної дивізії (м. Асадабад, провінція Кунар), старшого військового перекладача Центрального армійського корпусу та зони «Центр» (м. Кабул). Учасник бойових дій.
Після повернення з Афганістану продовжив навчання у ВІМО, який закінчив у 1988 році із відзнакою за спеціальністю «військовий перекладач-референт англійської та перської мов». Із червня 1988 по грудень 1991 року служив на посадах старшого перекладача 720 навчального центру (м. Термез Сурхандар'їнської обл., ТуркВО), старшого перекладача групи радянських військових спеціалістів в Індії, начальника бюро перекладів Київського вищого танкового інженерного училища.
Із січня 1992 року по лютий 2017 року проходив службу у Київському національному університеті імені Тараса Шевченка на посадах викладача (01.1992-04.1993), старшого викладача (04.1993-02.1996), начальника кафедри (02.1996-10.2000), начальника факультету (10.2000-01.2005), начальника Військового інституту (01.2005-02.2017). Із лютого по липень 2017 знаходився у розпорядженні Міністерства оборони України. Звільнений з військової служби в запас 17.07.2017 за станом здоров'я.
Закінчив у 1997 році юридичний факультет Київського національного університету імені Тараса Шевченка, Інститут іноземних мов Міністерства оборони США (1994, 1998, 2002 рр.), Національну академію оборони України (2007 р.).
З квітня 2008 по жовтень 2017 рр. — голова правління Спілки ветеранів Афганістану Голосіївського р-ну м. Києва.
Має державні нагороди України, СРСР, Республіки Афганістан, відомчі відзнаки Міністерства оборони України, Франції та інших силових відомств, іменну вогнепальну зброю. Нагороджений орденом князя Ярослава Мудрого, орденами «Преподобного Іллі Муромця» ІІІ і ІІ ступенів, відзнакою «1025-річчя Хрещення Київської Русі» Української Православної Церкви, відзнакою Вченої ради КНУ ім. Тараса Шевченка.